# Chionaema hova
Chionaema hova là một loài bướm đêm thuộc phân họ Arctiinae, họ Erebidae.